# Georg Krog
Georg Philip Hertzberg Krog (Bergen, 2 luglio 1915 – 3 agosto 1991) è stato un pattinatore di velocità su ghiaccio norvegese.

## Palmarès

### Olimpiadi invernali
- Argento a Garmisch-Partenkirchen 1936 nei 500 metri.